# Bảo tàng Hà Nội
Bảo tàng Hà Nội, trước đây nằm ở số 5B phố Hàm Long, quận Hoàn Kiếm, Hà Nội, là nơi trưng bày giới thiệu về thủ đô Hà Nội từ khi dựng nước đến nay.
Được thành lập từ năm 1982, nên số lượng hiện vật của bảo tàng lên tới hàng chục ngàn, trong đó riêng kho cổ vật quý hiếm đã chiếm tới hơn 7 ngàn. Bộ sưu tập của bảo tàng bao gồm đồ đá, đồ đồng, gốm sứ các thời nhà Lý, Trần, Lê, Nguyễn, gốm sứ của Trung Quốc, Nhật Bản. Các khu vực trưng bày của bảo tàng được chia thành ba phần:
- Lịch sử thiên nhiên Hà Nội;
- Lịch sử Hà Nội từ khi dựng nước đến trước Cách mạng tháng Tám;
- Lịch sử Hà Nội từ sau Cách mạng tháng Tám năm 1945 đến nay.

## Công trình mới xây dựng
Để kỷ niệm đại lễ 1000 năm Thăng Long - Hà Nội, một dự án xây dựng mới bảo tàng Hà Nội đã được thực hiện với số tiền đầu tư rất lớn, Bảo tàng Hà Nội mới nằm trong khu vực xây dựng Trung tâm Hội nghị Quốc gia Việt Nam tại phường Mễ Trì, quận Nam Từ Liêm; có kết cấu hình kim tự tháp ngược, trong đó tầng 4 có diện tích lớn nhất, các tầng dưới nhỏ dần. Thiết kế của Liên doanh tư vấn GMP - ILAG (Đức); được xây dựng trên tổng diện tích khoảng 54.000 m², cao 30,7 mét. Công trình gồm 4 tầng nổi và 2 tầng hầm; diện tích xây dựng xấp xỉ 12.000 m², diện tích sàn hơn 30.000 m² (kể cả tầng hầm và tầng mái). Bảo tàng đã được khánh thành vào ngày 6 tháng 10 năm 2010. Ước tính có 50.000 hiện vật được trưng bày tại đây.